# Renato Gaúcho
Pour les articles homonymes, voir Renato.
Renato Portaluppi, plus connu sous le nom de Renato Gaúcho, est un footballeur brésilien né le 8 septembre 1962 à Guaporé. Il a joué au poste d’attaquant avec de nombreux clubs, en particulier le Grêmio, le CR Flamengo et le Fluminense FC en tant que joueur/entraîneur à l'occasion. 
Il s'est par la suite reconverti en entraîneur de clubs de football.

## Biographie

### Carrière en sélection
Il a eu 44 sélections (2 non officielles) avec l'équipe du Brésil (5 buts). Il a disputé le huitième de finale de la Coupe du monde 1990 perdu contre l'équipe d'Argentine.

### Palmarès
- Champion du Brésil en 1981 avec Grêmio
- Copa Libertadores en 1983 avec Grêmio
- Coupe intercontinentale en 1983 avec Grêmio
- Championnat Gaúcho en 1985 et 1986 avec Grêmio
- Copa América en 1989 avec l'équipe du Brésil
- Championnat de l'État du Minas Gerais en 1992 avec Cruzeiro EC
- Supercoupe Libertadores en 1992 avec Cruzeiro EC
- Champion de l'État de Rio de Janeiro en 1991 avec CR Flamengo
- Coupe Kirin en 1988 avec CR Flamengo
- Champion de l'État de Rio de Janeiro en 1995 avec Fluminense FC

### Titres personnels
- « Ballon d'or brésilien » en 1987
- « Ballon d'argent » en 1984, 1987, 1990, 1992 et 1995.
- Meilleur joueur de la finale de la Coupe intercontinentale : 1983
- Meilleur buteur de la Copa Libertadores : 1991
- Meilleur buteur de la Supercopa Libertadores : 1991, 1992
- Meilleur buteur du Tournoi Rio-São Paulo : 1993

## Carrière d'Entraîneur

### Clubs
- 2000 - 2001 : Madureira EC ( Brésil)
- 2005 - avr. 2007 : CR Vasco de Gama ( Brésil)
- avr. 2007 - 2008 : Fluminense FC ( Brésil)
- 2008 - déc. 2008 : CR Vasco de Gama ( Brésil)
- 2009 - aout 2009 : Fluminense FC ( Brésil)
- déc. 2009 - 2010 : Esporte Clube Bahia ( Brésil)
- 2010 - 2011 : Grêmio Football Porto-Alegrense ( Brésil)
- 2011 - aout 2011 : Atletico Paranaense  Brésil
- 2013 - déc. 2013 : Grêmio Football Porto-Alegrense ( Brésil)
- jan. 2014 - mars 2014 : Fluminense FC ( Brésil)
- sep. 2016-avr. 2021 : Grêmio Football Porto-Alegrense ( Brésil)
- juil. 2021-nov. 2021 : CR Flamengo ( Brésil)

### Palmarès
- Vainqueur de la Coupe du Brésil avec le Fluminense FC en 2007
- Vainqueur de la Coupe du Brésil avec le Grêmio FBPA en 2016
- Vainqueur de la Copa Libertadores 2017